# Robert Ciemniak
Robert Ciemniak (ur. 13 stycznia 1975 w Bydgoszczy) – polski szachista, mistrz międzynarodowy od 1993 roku.

## Kariera szachowa
Był czołowym juniorem kraju na przełomie lat 80. i 90. W 1989 r. zdobył w Piechowicach srebrny medal mistrzostw Polski juniorów do 14 lat. W 1990 r. zdobył złoty medal w Brzozowie (w kategorii do 15 lat), natomiast w 1991 r. w Limanowej zdobył tytuł mistrza Polski w kategorii do 16 lat. W 1992 r. zdobył dwa medale: w Częstochowie złoty w kategorii do 20 lat, natomiast w Białej Podlaskiej – brązowy w kategorii do 18 lat.
W 1991 r. reprezentował Polskę na mistrzostwach Europy w Aalborgu, zaś rok później – na mistrzostwach świata w Buenos Aires (oba turnieje w kategorii juniorów do 20 lat). W 1993 r. w Częstochowie wystąpił jedyny raz w karierze w finale indywidualnych mistrzostw Polski mężczyzn, zajmując w końcowej klasyfikacji XIII miejsce.
Najwyższy ranking w karierze osiągnął 1 lipca 1992 r., z wynikiem 2450 punktów zajmował wówczas 7. miejsce wśród polskich szachistów. Od 1997 r. nie występuje w turniejach szachowych klasyfikowanych przez Międzynarodową Federację Szachową.

## Życie prywatne
Matką Roberta Ciemniaka jest Grażyna Ciemniak, senator III kadencji, europosłanka V kadencji oraz posłanka IV, V, VI i VII kadencji.

## Publikacje
Jest autorem (razem z Tomaszem Szapiro) książki Internet – Nowa Strategia Firmy, Difin 2004.